# Amara Khaira Chak
Amara Khaira Chak es una ciudad censal situada en el distrito de Varanasi en el estado de Uttar Pradesh (India). Su población es de 6577 habitantes (2011). 

## Demografía
Según el censo de 2011 la población de Amara Khaira Chak era de 6577 habitantes, de los cuales 3432 eran hombres y 3145 eran mujeres. Amara Khaira Chak tiene una tasa media de alfabetización del 74,41%, superior a la media estatal del 67,68%: la alfabetización masculina es del 83,84%, y la alfabetización femenina del 64,02%.